# Parvocytheridae
Parvocytheridae is een familie van kreeftachtigen uit de klasse van de Ostracoda (mosselkreeftjes).

## Geslachten
- Ginkgocythere Hu & Tao, 2008
- Hemiparvocythere Hartmann, 1982
- Parvocythere Hartmann, 1959